# TR Pass
TR PASS（繁体字中国語: 台灣鐵路周遊券）は台湾鉄路管理局が発行する鉄道周遊乗車券。一部TR-PASS表記がなされる場合もある。ジャパンレールパスやコリアレールパスとは異なり、自国籍、自国居住者でも利用可能。本項では同局が発行している乗車エリアや路線を限定した他の周遊券についても記載する。以下に記載する発売駅や料金、使用条件は2017年6月現在の情報に基づくものである。

## 沿革

### 環島周遊票
1998年3月 より発売していた『環島周遊票（中国語: 環島週遊票）』という本島1周の7枚綴りの乗車券があった。発売日から15日以内に初回の利用かつ発売日から60日以内で任意の日に任意の最大計7区間を自強号を含むほとんどの列車（観光列車や太魯閣自強号は対象外）に乗車できるもので、時計まわり（順行）か反時計回り（逆行）で途中6駅に下車できる。一旦使用開始すると逆方向へは乗車できず、支線区も対象外だった。料金は1周分の自強号運賃（2,006元）の15%割引となる1,706元（全票：成人旅客の普通料金）。

### TR-PASSへ
環島周遊票の規則が分かりにくかったり、環島行程達成時に余ったものも無効になるなどに制限事項が多かったため、2006年に行政院青年輔導委員会が主体となって外国人学生旅行客への便宜を図るものとして同年12月にTR-PASS学生版を発売、2009年には夏休み期間に合わせ、7月1日開始分から中華民国籍の本国学生にも解禁した。額面などは同じだが、外国人学生は通年購入可能であったり、台湾籍学生では10日用は購入できず、利用可能期間（台湾籍で国内教育部管理下の学校に通う者は夏季と冬季休暇期間中のみ）が通年でないなど取り扱いが異なる。
その後、台鉄は日本のジャパンレールパスや韓国のコリアレールパスを参考に外国人にも分かりやすい新たな周遊乗車券を発売することになった。2010年7月12日に学生以外にも対象を広げたTR-PASS一般版も発売された。しばらくは環島周遊券も併存していたが、現在はTR-PASSのみの取り扱いとなっている。

## 乗車エリア
旧山線を除く台鉄全路線。
阿里山森林鉄路は台鉄も運営に協力しているが、林務局が運営主管のため対象外である。
台湾高速鉄道も適用外だが、外国人旅客向けには双鉄周遊券（ジョイントパス）と呼ばれる両方を利用できる別の商品が台湾の旅行代理店を通して入手可能。あくまで高鉄側の企画乗車券であり、台鉄側での販売は一切行っていない。

## 種類と利用範囲、規則

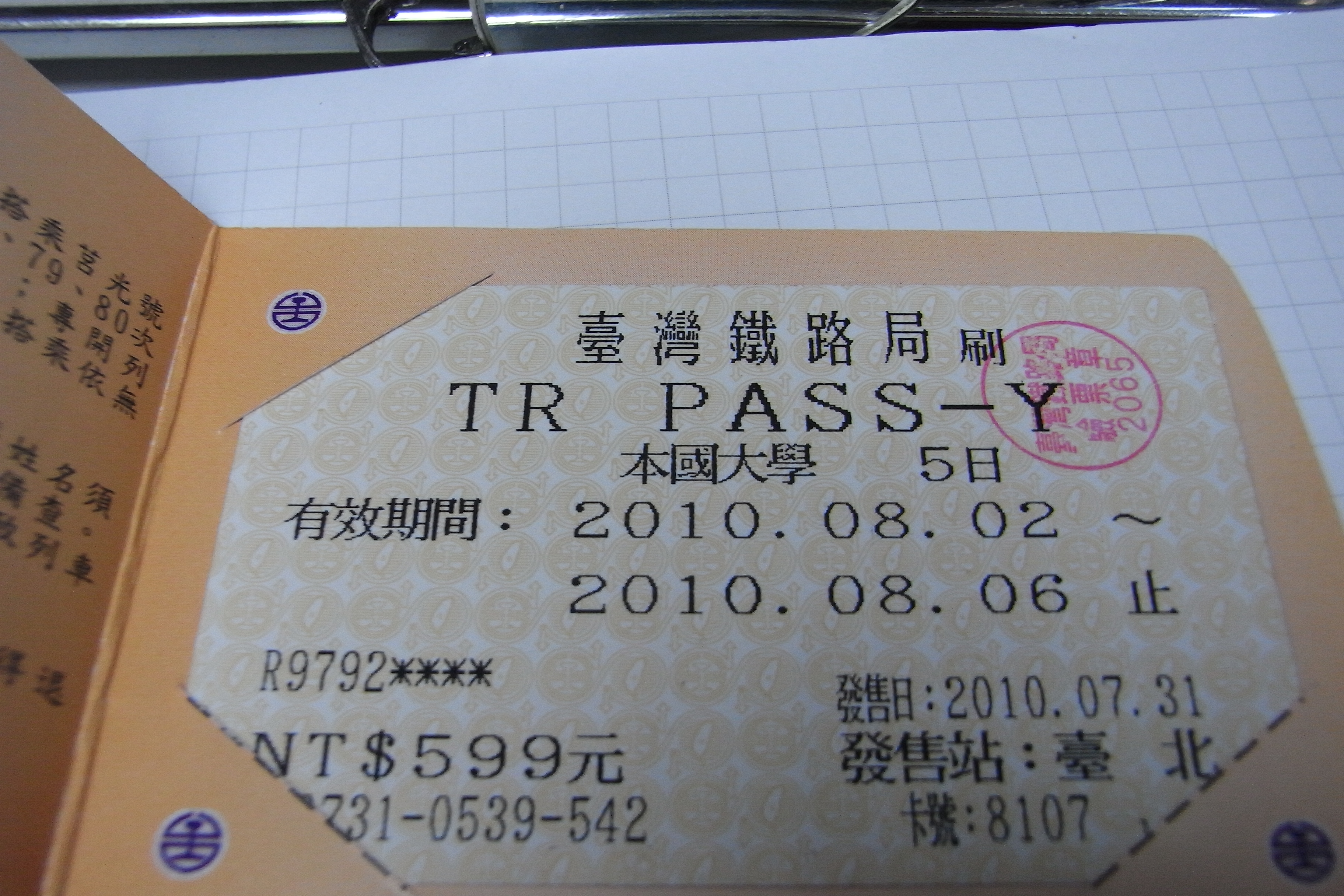
表紙つきの学生版券面

- 参考として、2017年6月現在で台北駅 - 高雄駅間の大人片道運賃は、復興号、区間車で542元、莒光号で650元、自強号で843元である。
- 優待票とは小児（孩童）、敬老、障害者（愛心）割引の対象者向けで全票の半額である。
- 4人同行版は4人同一行程（入出場と乗車）を条件に1枚の券面で発行される。全ての乗客は大人普通料金適用となる
- ※外国籍の学生には利用期間制限はないが、中華民国籍の学生は1/15-3/15、6/15-9/15の期間中のみ利用できる。

### 価格
単位は元、（）内は1日当たりの単価
| 種類                   | （※）学生版 （Student） | 一般版（General） | 一般版（General） | 一般版（General） |
| ---------------------- | ----------------------- | ----------------- | ----------------- | ----------------- |
| 種類                   | （※）学生版 （Student） | 全票              | 優待              | 4人同行（4in1）   |
| 3日                    | -                       | 1,800 (600)       | 900 (300)         | 4,200 (1,400)     |
| 5日                    | 599(119)                | 2,500 (500)       | 1,250 (250)       | 7,000 (1,400)     |
| 7日                    | 799(114)                | -                 | -                 | -                 |
| （外国人学生のみ）10日 | 1,098(109)              | -                 | -                 | -                 |

### 列車ごとの使用可否
| 種類                           | 種類                           | （※）学生版 （Student） | 一般版（General）                                           | 一般版（General）                                           | 一般版（General）                                           |
| ------------------------------ | ------------------------------ | ----------------------- | ----------------------------------------------------------- | ----------------------------------------------------------- | ----------------------------------------------------------- |
| 種類                           | 種類                           | （※）学生版 （Student） | 全票                                                        | 優待                                                        | 4人同行（4in1）                                             |
| 郵輪式列車（クルーズトレイン） | 郵輪式列車（クルーズトレイン） | 不可                    | 不可                                                        | 不可                                                        | 不可                                                        |
| 自強号                         | 太魯閣自強                     | 不可                    | 空席時は可（要座席指定）                                    | 空席時は可（要座席指定）                                    | 空席時は可（要座席指定）                                    |
| 自強号                         | 普悠瑪自強                     | 不可                    | 空席時は可（要座席指定）                                    | 空席時は可（要座席指定）                                    | 空席時は可（要座席指定）                                    |
| 自強号                         | EMU3000型                      | 不可                    | 普通席のみ空席時は可（要座席指定） 商務車（騰雲座艙）は不可 | 普通席のみ空席時は可（要座席指定） 商務車（騰雲座艙）は不可 | 普通席のみ空席時は可（要座席指定） 商務車（騰雲座艙）は不可 |
| 自強号                         | 一般自強号                     | 不可                    | 可                                                          | 可                                                          | 可                                                          |
| 莒光号                         | 環島之星(1次/2次)              | 不可                    | 不可                                                        | 不可                                                        | 不可                                                        |
| 莒光号                         | 自由行(51/52次)                | 不可                    | 空席時は可（要座席指定）                                    | 空席時は可（要座席指定）                                    | 空席時は可（要座席指定）                                    |
| 莒光号                         | 団体列車(7x次など)             | 不可                    | 空席時は可（要座席指定）                                    | 空席時は可（要座席指定）                                    | 空席時は可（要座席指定）                                    |
| 莒光号                         | 一般列車                       | 可（指定は不可）        | 可                                                          | 可                                                          | 可                                                          |
| 復興号                         | 復興号                         | 可（指定は不可）        | 可                                                          | 可                                                          | 可                                                          |
| 非対号列車                     | 区間快車                       | 可                      | 可                                                          | 可                                                          | 可                                                          |
| 非対号列車                     | 区間車                         | 可                      | 可                                                          | 可                                                          | 可                                                          |
| 非対号列車                     | 普快車                         | 可                      | 可                                                          | 可                                                          | 可                                                          |

### 購入方法

#### 場所
台鉄が指定する駅窓口（一般版は65駅、学生版は75駅）

#### 必要書類
学生版
- 短期滞在の外国籍：パスポートと国際学生証または行政院発行の国際青年証
- 台湾国籍の学生
  - 新入生・卒業生：台湾では原則6月卒業、9月入学のため、夏季休暇は卒業証書または入学通知書と身分証
  - 社会人大学など：有効な学生証
  - 台湾国籍の外国留学生：身分証と在籍校発行の有効な学生証

### 有効期間
- 一般版：購入日から30日以内の任意の連続した日数。
- 学生版：台湾籍は3日前から、外国籍は7日前から（乗車当日を含んでカウント）。
- 1日とは0:00-24:00であり、指定した使用開始日の前日から日を跨ぐ列車で前日からは利用できない。
- 指定した最終使用日は24:00前に乗車すれば下車駅で出場するまで有効。
- 春節機関は利用不可であり、当該期間（毎年異なる）中の利用には注意が必要である。

### 予約
満席の場合は無座扱い（無座票の発券は不要）となる。座席指定時、車内検札時には発行時に利用した有効な身分証と表紙のついたTR-PASSを提示しなければならない。事前にインターネット予約で予約番号を取得、事後に台鉄の窓口（パス発売駅に限らず有人窓口を有する駅）でTR-PASSと有効な身分証を提示することで発券することは可能。ただし30分前までに発券手続きを終えなければならない。
TR-PASS一般版は前売りはしていないが、予定使用日数を差し引いた形で即日発行は可能。（すなわち5日券は26日後まで、3日券は28日後までの使用開始日を発券時に指定する。）
さらに対号列車の予約は14日前からなので、座位票と呼ばれる無料の指定券を前売りで確保する場合は翌日から14日以内で最終使用日まで完了する予定分の行程まで前売り扱いでパスと同時発券できる。（パスを使用しない通常の乗車券は国外でインターネット予約し、入国後に発券が可能だが、TR-PASSの場合はパス購入後に出国して再度入国しない限り、この手法は不可能である。）

#### 予約変更
座位票発行済の列車の取消と変更は当該列車出発前に限り1回は無手数料、再変更時は13元の手数料で可能。

### パス払戻・再発行
未使用時に限り手数料31元で可能。紛失・盗難・遺失による再発行は不可。悪天候や台鉄の事情による運休時は駅係員に申し出て残日数を払い戻すか、有効期間延長の手続が可能。ダブルブッキングや空調故障時は乗車区間運賃の20%を払い戻す。（上限額はパス1日当たりの料金20%）

## その他の周遊券

### エリア限定版
全票の価格のみ記載する。
1日乗車券

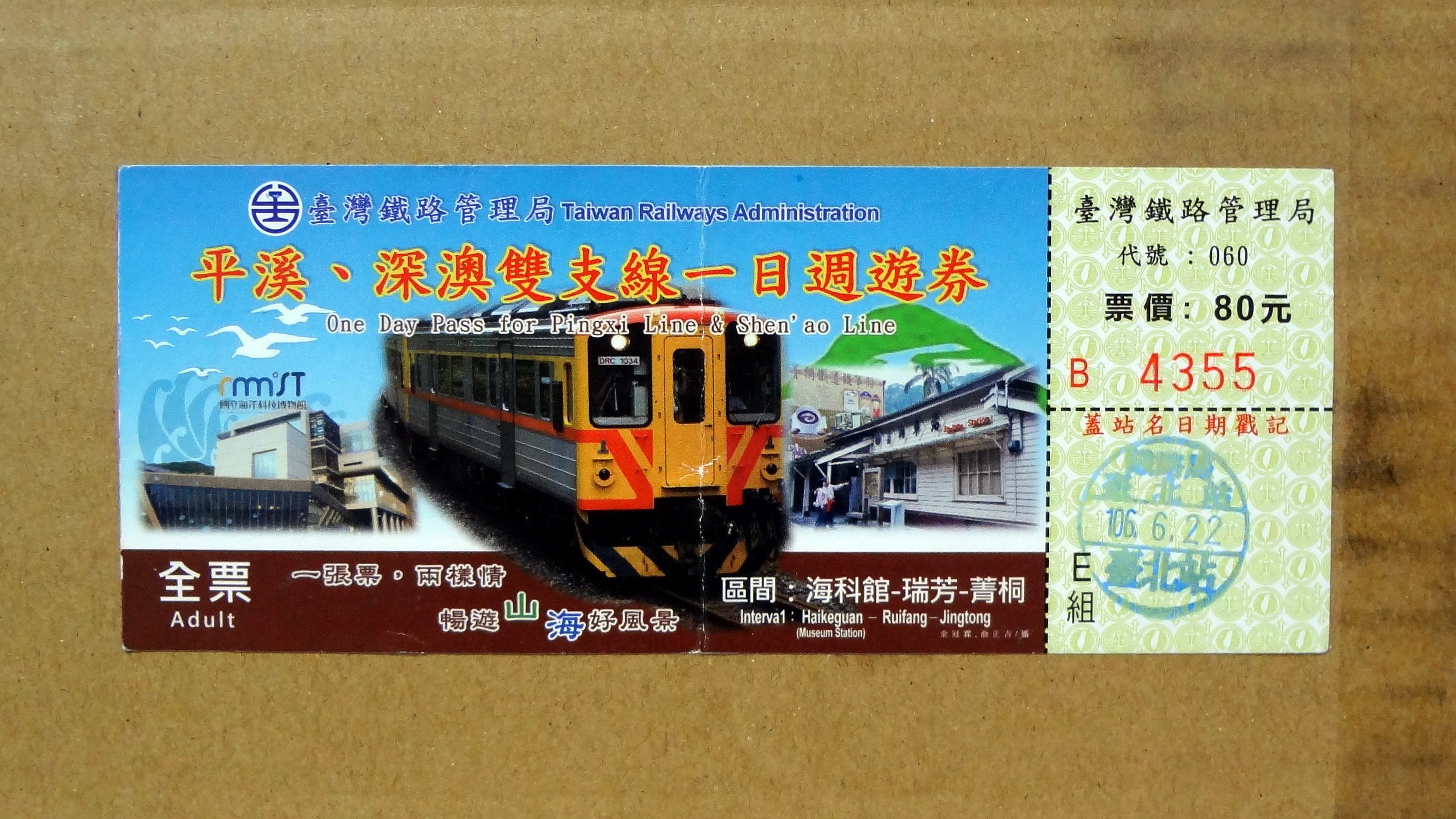
平渓・深澳線1日乗車券

- 平渓線（深澳線を含む）：80元。板橋駅 - 羅東駅間と平渓線内の主要12駅で発売。
- 内湾線：95元。台中駅 - 松山駅間と内湾線内、六家駅の主要12駅で発売。
- 集集線：90元。竹南駅 - 斗六駅、大甲駅、沙鹿駅の主要12駅で発売。

東北角1日乗車券
126元。差額を支払えば莒光号・自強号に乗車可能（宜蘭線 瑞芳駅 - 頭城駅、平渓線列車含む）。中壢駅 - 羅東駅、基隆駅の主要16駅で発売。
花東ツアーパス（花東悠遊券）
太魯閣自強号、普悠瑪自強号、観光列車、団体列車、特別列車を除き乗り降り自由だが、対号列車で座席指定での乗車はできない。東部幹線主要16駅で発売。
- 新城-富里（3日）：882元
- 玉里-知本（3日）：597元
- 新城-知本（5日）：2,236元
- 池上-大武（1、3日）：150、400元

### かつて販売されていた周遊券
花東緑漾券（Young Pass）
399元で連続する3日間、花蓮駅 - 知本駅間が乗り降り自由。対象列車は花東ツアーパスと同条件。2013年、2014年のみ花東ツアーパスの代わりに夏季限定で発売された。